# Gleichenia pedalis
Gleichenia pedalis là một loài dương xỉ trong họ Gleicheniaceae. Loài này được Spreng. mô tả khoa học đầu tiên năm 1827.
Danh pháp khoa học của loài này chưa được làm sáng tỏ. 